# David Lim
Lim Ting Kiang, detto David (6 gennaio 1938), è un ex pallanuotista singaporiano, che ha partecipato alle Olimpiadi estive di Melbourne 1956.
Ha giocato in entrambe le partite della fase a gironi (contro Italia e Germania) e in due partite del girone di classifica dal 7 ° al 10 ° posto (contro Gran Bretagna e Australia).
Medaglia d'argento ai Giochi asiatici del 1966 a Bangkok. Ha anche giocato al torneo nel 1970 (senza medaglia).
Due volte campione dei Giochi del Sudest asiatico (1965, 1967).